# 표현태
표현태(表鉉台, 1903년~1982년 3월 2일)는 대한민국의 제헌 국회의원이다.

## 학력
- 경성 중동고등보통학교 졸업(1922년)
- 경성사범학교 졸업(1924년)
- 대한민국 국방대학교 행정학사 1기(1956년)

## 경력
- 대성학원 거창상업학교 이사장
- 거창상업학교 교장
- 대한독립촉성국민회 간부
- 민족청년단 거창군단장
- 1948년 5월 10일 : 제헌 국회의원(경남 거창)
- 자유당 촉탁위원(1957년)
- 중앙대학교 행정학과 특임교수(1959년)

## 역대 선거 결과
|  | 38.26% |

|  | 4.00% |

## 참고 자료
- 《대한민국 의정총람》, 국회의원총람발간위원회, 1994년
- 표현태 - 대한민국헌정회